# Литературно-мемориальный музей Г. С. Сковороды
Национальный литературно-мемориальный музей Г. С. Сковороды (укр. Національний літературно-меморіальний музей Г. С. Сковороди) — музей в селе Сковородиновка Золочевской поселковой общины Богодуховского района Харьковской области Украины, посвящённый жизни и творчеству Григория Сковороды.
Основан в 1972 году. В 2022 году уничтожен российскими войсками в ходе войны против Украины.

## История
Идею создания в Пан-Ивановке (теперь Сковородиновка) музея Г. С. Сковороды высказал академик Д. И. Багалей в письме наркому просвещения Г. Ф. Гринько от 24 января 1922 года. В этом же году дом, где философ провёл последние годы, с прилегающей территорией площадью 22 гектара получил статус заповедника. В 1962 году в доме был открыт музей на общественных началах, а в 1972 году, к 250-летию со дня рождения Сковороды, музей был переведён на государственное содержание. Указом Президента Украины Виктора Ющенко № 570/2008 от 18 июня 2008 года музей получил статус национального.

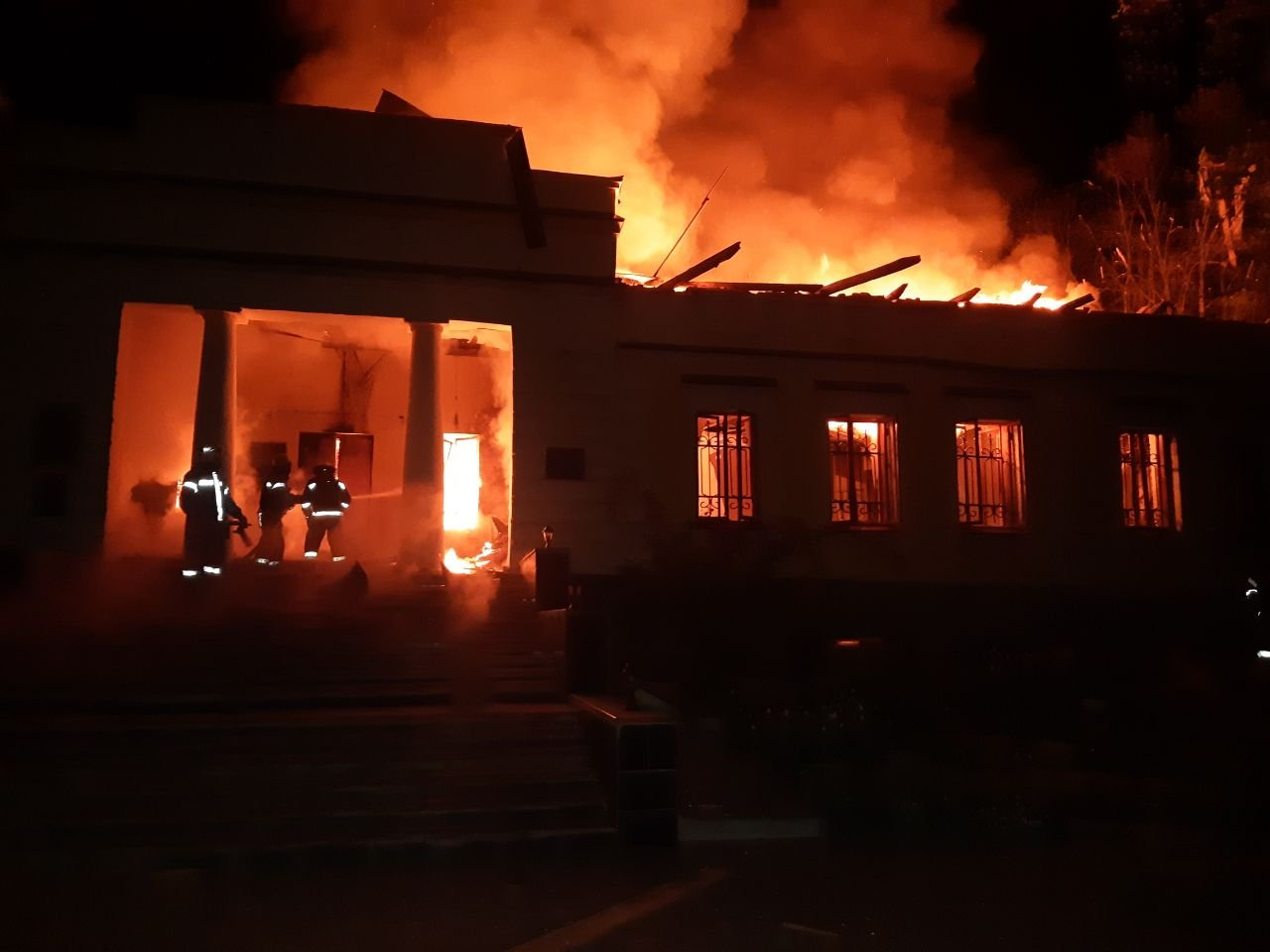
Музей после обстрела российскими войсками 6 мая 2022 года

В ночь на 7 мая 2022 года, в ходе вторжения России на Украину, музей сгорел от ракетного обстрела российскими войсками. При этом пострадал один человек. По словам главы Харьковской областной администрации Олега Синегубова, самые ценные экспонаты из музея были заблаговременно вывезены. Министерство обороны Российской Федерации отчиталось об авиаударе по Сковородиновке, назвав её «Сковородниково» и заявив, что там был военный пункт управления.

## Экспозиция
Национальный литературно-мемориальный музей Г. С. Сковороды расположен в доме помещиков Ковалевских, построенном в XVIII веке. Первые три зала музея были посвящены биографии и творчеству Сковороды, а четвёртый зал — мемориальный: это комната, где  жил и умер Григорий Сковорода. В ней была показана мебель и другие вещи того времени.
В экспозиции были также некоторые личные вещи Сковороды, в том числе английские серебряные часы XVIII века (переданные в 1972 году Черниговским историческим музеем), которыми мог пользоваться Сковорода, скрипка, на которой играл Сковорода.
Историческое значение имеет и прилегающий старинный парк, планировка которого со времён Сковороды практически не изменилась. В парке сохранились колодец, место первого захоронения философа, его могила. Здесь установлен памятник работы И. П. Кавалеридзе, упорядочена скульптурная «философская аллея».

## Коллектив музея
Мицай Наталья Ивановна — директор музея, заслуженный работник культуры Украины, лауреат харьковской муниципальной премии имени Г. С. Сковороды.